# Désertines, Mayenne
Désertines är en kommun i departementet Mayenne i regionen Pays de la Loire i nordvästra Frankrike. Kommunen ligger i kantonen Landivy som tillhör arrondissementet Mayenne. År 2022 hade Désertines 461 invånare.

## Befolkningsutveckling
Antalet invånare i kommunen Désertines
| Referens: INSEE |